# 2010年電影
2010年電影是2010電影大事紀。

## 最高票房
按照英语语言電影工業的惯例，以下这些电影是在2010年内新上映的电影中票房最高的。全球、美国和加拿大以及国际；英国和澳大利亚，票房皆以美元為計，；台灣票房則為台北票房的兩倍計，以新台幣為單位，分别如下：
| 排名 | 片名                  | 公司           | 全球票房       | 北美票房     | 英國票房     | 澳洲票房    |  | 台北票房  |
| ---- | --------------------- | -------------- | -------------- | ------------ | ------------ | ----------- |  | --------- |
| 1    | 玩具總動員3           | 迪士尼／皮克斯 | $1,062,806,932 | $414,806,932 | $117,421,878 | $37,957,715 |  | $10,516萬 |
| 2    | 魔境夢遊              | 迪士尼         | $1,024,299,722 | $334,191,110 | $64,437,055  | $33,234,316 |  | $7,754萬  |
| 3    | 全面啟動              | 華納兄弟       | $823,192,239   | $292,110,000 | $56,878,570  | $35,025,970 |  | $16,580萬 |
| 4    | 史瑞克快樂4神仙       | 夢工廠         | $737,424,296   | $238,395,990 | $51,462,094  | $24,485,148 |  | $3,988萬  |
| 5    | 吸血新世紀3：月蝕傳奇 | 頂峰娛樂       | $692,372,015   | $300,531,751 | $45,709,785  | $31,771,023 |  | $5,912萬  |
| 6    | 鋼鐵人2               | 派拉蒙影業     | $621,751,988   | $312,128,345 | $30,456,328  | $22,418,342 |  | $12,852萬 |
| 7    | 哈利波特—死神的聖物1  | 華納兄弟       | $609,552,000   | $220,352,000 | $28,000,000  | $14,800,000 |  | 上映中    |
| 8    | 神偷奶爸              | 環球影業       | $534,109,000   | $0           | $0.3         | $156156     |  | $0.3,664  |
| 9    | 超世紀封神榜          | 華納兄弟       | $493,214,993   | $163,214,888 | $29,242,160  | $17,033,579 |  | $3,776萬  |
| 10   | 馴龍高手              | 夢工廠         | $493,199,734   | $217,581,231 | $26,488,493  | $16,883,185 |  | $2,848萬  |

## 大事紀
- 2010年是一個年，它的第一天從星期五開始。
- 1月17日，第67屆金球獎於加州比佛利山莊的比佛利希爾頓飯店舉行。
- 2月21日，第63屆英國電影和電視藝術學院公佈得獎名單。

## 重要獎項

### 美國奧斯卡（第82屆）
- 最佳影片：《危機倒數》（The Hurt Locker）
- 最佳導演：凱瑟琳·畢格羅－《危機倒數》（The Hurt Locker）
- 最佳原著劇本：馬克·波爾－《危機倒數》（The Hurt Locker）
- 最佳改編劇本：格弗瑞·弗萊徹－《珍愛人生》（Precious）
- 最佳男主角：傑夫·布里吉－《瘋狂的心》（Crazy Heart）
- 最佳女主角：珊卓·布拉克－《攻其不備》（The Blind Side）
- 最佳男配角：克里斯多夫·瓦茲－《惡棍特工》（Inglourious Basterds）
- 最佳女配角：莫妮克－《珍愛人生》（Precious）
- 最佳動畫片：《天外奇蹟》（Up）
- 最佳紀錄片：《血色海灣》（The Cove）
- 最佳外語片：《謎樣的雙眼》（El secreto de sus ojos，阿根廷）

### 英國電影和電視藝術學院（第63屆）
- 最佳影片：《危機倒數》（The Hurt Locker）
- 最佳英國電影：《90後．少女．性起義》（Fish Tank）
- 最佳導演：凱瑟琳·畢格羅－《危機倒數》（The Hurt Locker）
- 最佳原著劇本：馬克·波爾－《危機倒數》（The Hurt Locker）
- 最佳改編劇本：傑森·瑞特曼、薛頓·透納－《型男飛行日誌》（Up in The Air）
- 最佳男主角：柯林·佛斯－《摯愛無盡》（A Single Man）
- 最佳女主角：凱莉·墨里根－《名媛教育》（An Education）
- 最佳男配角：克里斯多夫·瓦茲－《惡棍特工》（Inglourious Basterds）
- 最佳女配角：莫妮克－《珍愛人生》（Precious）
- 最佳動畫片：《天外奇蹟》（Up）
- 最佳外語片：《大獄言家》（Un prophète，法國）
- 最佳新星獎：克莉絲汀·史都華

### 金球獎（第67屆）
- 最佳戲劇類影片：《阿凡達》（Avatar）
- 最佳音樂或喜劇類影片：《醉後大丈夫》（The Hangover）
- 最佳導演：詹姆斯·卡麥隆－《阿凡達》（Avatar）
- 最佳劇本：傑森·瑞特曼、薛頓·透納－《型男飛行日誌》（Up in The Air）
- 最佳男主角（戲劇類）：傑夫·布里吉－《瘋狂的心》（Crazy Heart）
- 最佳女主角（戲劇類）：珊卓·布拉克－《攻其不備》（The Blind Side）
- 最佳男主角（音樂或喜劇類）：小勞勃·道尼－《福爾摩斯》（Sherlock Holmes）
- 最佳女主角（音樂或喜劇類）：梅莉·史翠普－《美味關係》（Julie & Julia）
- 最佳動畫片：《天外奇蹟》（Up）
- 最佳外語片：《白色緞帶》（Das weiße Band, Eine deutsche Kindergeschichte，德國）
- 終身成就獎：馬丁·史柯西斯

更詳細的名單，請見第67屆金球獎

### 金馬獎（第47屆）
- 最佳影片：《當愛來的時候》
- 最佳導演：鍾孟宏－《第四張畫》
- 最佳原著劇本：高山、劉杰－《透析》
- 最佳改編劇本：劉梓潔－《父後七日》
- 最佳男主角：阮經天－《艋舺》
- 最佳女主角：吕麗萍－《玩酷青春》
- 最佳新導演：何蔚庭－《台北星期天》
- 最佳新演員：李千娜－《茱麗葉》
- 年度台灣傑出電影：《第四張畫》
- 年度台灣傑出電影工作者：李烈
- 終身成就獎：徐立功
- 特別貢獻獎：孫越
- 國際影評人費比西獎：《第四張畫》

更詳細的名單，請見第47屆金馬獎

## 國際影展

### 柏林影展（第60屆）

#### 評審團
- 評審團主席：Werner Herzog 韋納·荷索，德國導演

#### 得獎名單
- 金熊獎：森美·卡潘諾古 Semih Kaplanoğlu －《蜂蜜》(BAL)
- 評審團大獎：弗洛林·塞班 Florin Şerban － 《如果我想吹口哨，我就吹》 （If I Want to Whistle, I Whistle）
- 最佳導演：羅曼·波蘭斯基 (Roman POLANSKI) － 《影子滅殺令》(The Ghost Writer)
- 最佳男演員：Grigori Dobrygin 及 Sergei Puskepalis 在Alexei Popogrebsky的《如何度過這夏天》(How I Ended This Summer)
- 最佳女演員：寺島忍 (Terajima Shinobu) － 在若松孝二導演的《芋虫》(Caterpillar)
- 最佳劇本：王全安、金娜 － 在王全安導演的《團圓》
- 最佳藝術貢獻：Pavel Kostomarov － 在Alexei Popogrebsky的《如何度過這夏天》(How I Ended This Summer)
- 榮譽金熊獎（終身成就獎）：Wolfgang Kohlhaase 及 Hanna Schygulla

更詳細的名單，請見第60屆柏林電影節

### 坎城影展（第63屆）

#### 評審團
- 評審團主席：Tim Burton 添·布頓，美國導演

#### 得獎名單
- 金棕櫚獎：《波米叔叔的前世今生》——阿比查邦·魏拉希沙可導演
- 評審團大獎：《人與神》——夏維爾·畢沃斯（Xavier Beauvois）導演
- 最佳導演：馬修·亞瑪希——《巡演》
- 最佳劇本：李滄東——《詩》李滄東導演
- 最佳女演員：茱麗葉·庇洛仙——演出《合法副本》由阿巴斯·奇亞羅斯塔米導演
- 最佳男演員：查維爾·巴頓——演出《美錯》由艾力謝路·高沙里斯·依拿力圖導演 及 Elio Germano——演出《我們的生活》由丹尼埃爾·盧凱蒂 （Daniele LUCHETTI）導演
- 評審團獎：《尖叫的男人》——馬哈曼特-薩雷·哈隆 （Mahamat-Saleh HAROUN）導演
- 金攝影機獎：《Leap Year》——Michael Rowe

更詳細的名單，請見第63届戛纳电影节

### 威尼斯影展（第67屆）

#### 評審團
- 評審團主席：Quentin Tarantino （昆頓·塔倫天奴），美國導演

#### 得獎名單
- 金獅獎：《在某處》——索菲亞·科波拉導演
- 最佳導演銀獅獎：《悲傷民謠》（Balada Triste de Trompeta，西班牙、法國）——艾力克斯·艾格勒西亞導演 Alex de la Iglesia
- 評審團特別獎：《必要的殺戮》（Essential Killing，波蘭、挪威、匈牙利、愛爾蘭）——傑西·史考利莫斯基導演 Jerzy Skolimowski
- 最佳男演員：文森特·加洛 Vincent Gallo——《必要的殺戮》（Essential Killing，波蘭、挪威、匈牙利、愛爾蘭）
- 最佳女演員：阿里安娜·蘭貝德 Ariane Labed——《艾登堡》（Attenberg，希臘）
- 最佳新人獎：蜜拉·庫妮絲 Mila Kunis——《黑天鵝》（Black Swan，美國）
- 最佳技術貢獻：《沉默的靈魂》（Silent Souls (aka:"Ovsyanki")，俄羅斯）
- 最佳劇本：《悲傷民謠》（Balada Triste de Trompeta，西班牙、法國）
- 特別金獅獎：《無處可逃》（Road to Nowhere）——蒙提·黑爾曼導演 Monte Hellman
- 最佳處女作獎：《Cogunluk》（土耳其）——尤契 Seren Yuce
- 終身成就金獅獎：吳宇森

更詳細的名單，請見第67屆威尼斯國際電影節

## 逝世影人
| 日期 | 日期 | 姓名            | 原名                | 國籍   | 年齢 | 職業   | 代表作                                                                                   |
| 1月  | 11   | 艾力克·侯麥     |                     | 法國   | 89   | 導演   | 法國新浪潮導演《綠光》、《貴婦與公爵》、《克蕾爾的膝蓋》                                 |
| 1月  | 13   | 方盈            | 倪芳凝              | 香港   | 64   | 女演員 | 《七仙女》、《西廂記》、《寒煙翠》、《飛天女郎》                                         |
| 8月  | 24   | 今敏            |                     | 日本   | 46   | 導演   | 《千年女優》、《東京教父》、《盜夢偵探》                                                 |
| 9月  | 7    | 格蘭·沙迪斯     | Glenn Shadix        | 美国   | 58   | 演員   | 《陰間大法師》、《女人韻事》、《超級戰警》、《欄截暴風眼》、《決戰猩球》、《聖誕夜驚魂》 |
| 9月  | 11   | 凱文·麥卡西     | Kevin McCarthy      | 美国   | 96   | 演員   | 《天外魔花》、《正當防衛》、《謀財真要命》、《樂一通大顯身手》、《阿達一族大集合》       |
| 9月  | 12   | 克勞特·查布洛   |                     | 法國   | 80   | 導演   | 法國新浪潮導演《包法利夫人》、《女人韻事》、《亡情朱古力》、《冷酷祭典》、《權力喜劇》   |
| 9月  | 26   | 葛羅莉·史都華   | Gloria Stuart       | 美国   | 100  | 女演員 | 《鐵達尼號》、《情有千千結》、《百萬大飯店》                                             |
| 9月  | 29   | 托尼·柯蒂斯     | Tony Curtis         | 美国   | 85   | 演員   | 《熱情如火》、《偽裝大師》、《賭城小妹》                                                 |
| 10月 | 16   | 芭芭拉·比林斯利 | Barbara Billingsley | 美国   | 94   | 女演員 | 《天才小麻煩》                                                                           |
| 10月 | 25   | 麗莎·柏朗特     | Lisa Blount         | 美国   | 53   | 女演員 | 《軍官與紳士》、《沉睡百萬年》、《盒光之夜》                                             |
| 10月 | 29   | 喬治·希肯盧珀   | George Hickenlooper | 美国   | 47   | 導演   | 《迷失極樂園》、《縱情女郎》                                                             |
| 11月 | 5    | 姬兒·克萊寶     |                     | 美国   | 66   | 女演員 | 《一刀未剪的童年》、《辣手佳人》、《傻愛成真》、《惡夜情痴》                             |
| 11月 | 10   | 迪諾·羅倫堤斯   |                     | 義大利 | 91   | 監製   | 《紅龍》、《人魔崛起》                                                                   |
| 11月 | 28   | 萊斯里·尼爾森   |                     | 美国   | 84   | 演員   | 《笑彈龍虎榜》、《空前絕後滿天飛》、《驚聲尖笑3》                                        |